# Львівська обласна рада депутатів трудящих XVI скликання
Львівська обласна рада депутатів трудящих шістнадцятого скликання — представничий орган Львівської області у 1977—1980 роках.
Нижче наведено список депутатів Львівської обласної ради 16-го скликання, обраних 19 червня 1977 року в загальних та особливих округах. Всього до Львівської обласної ради 16-го скликання було обрано 250 депутатів.
| Прізвище, ім'я, по-батькові             | Місто чи район           | Виборчий округ                | Посада | Примітки |
| --------------------------------------- | ------------------------ | ----------------------------- | --- | -------- |
| Абашин Микола Борисович                 | особливий округ          |                               | 1-й заступник командувача військ Прикарпатського військового округу                                                                             |          |
| Абрамов Євген Васильовиич               | особливий округ          |                               | командир військової частини № 28488 (командир 28-го корпусу протиповітряної оборони (ППО)) Прикарпатського військового округу                   |          |
| Алаєва Ія Семенівна                     | Миколаївський район      | Димівський № 142              | заступник голови Львівського облвиконкому |          |
| Андрейко Людмила Петрівна               | місто Львів              | Радянський № 30               | робітниця Львівського виробничого об'єднання «Кінескоп»                                                                                         |          |
| Андрушко Орест Дмитрович                | Старосамбірський район   | Нижанковицький № 213          | директор радгоспу «Нижанковицький» села Міженець Старосамбірського р-ну                                                                         |          |
| Антоненко Борис Тихонович               | Старосамбірський район   | Старосолянський № 217         | прокурор Львівської області |          |
| Бабійчук Василь Савелійович             | Радехівський район       | Миколаївський № 183           | 1-й секретар Радехівського райкому КПУ |          |
| Бабська Ганна Василівна                 | місто Львів              | Червоноармійський № 44        | робітниця Львівської бавовно-прядильної фабрики                                                                                                 |          |
| Байдюк Анатолій Тимофійович             | Стрийський район         | Яблунівський № 225            | начальник управління сільського господарства Львівського облвиконкому                                                                           |          |
| Бакуш Степанія Миколаївна               | Яворівський район        | Нагачівський № 237            | ланкова колгоспу «Прогрес» села Нагачів Яворівського р-ну                                                                                       |          |
| Барабащук Микола Григорович             | місто Дрогобич           | Дрогобицький № 69             | старший оператор Дрогобицького нафтопереробного заводу                                                                                          |          |
| Баранова Валентина Георгіївна           | Нестеровський район      | Дублянський № 157             | доярка учгоспу «Дублянський» міста Дубляни Нестеровського р-ну                                                                                  |          |
| Барчукова Зінаїда Федорівна             | місто Червоноград        | Червоноградський № 82         | робітниця Червоноградського виробничого панчішного об'єднання                                                                                   |          |
| Басова Зінаїда Олександрівна            | Жидачівський район       | Жидачівський № 119            | старша апаратниця Жидачівського целюлозно-картонного заводу імені 50-річчя Великої Жовтневої соціалістичної революції                           |          |
| Бахур Федір Степанович                  | Турківський район        | Лімнянський № 230             | шофер колгоспу «Нове життя» села Лімна Турківського р-ну                                                                                        |          |
| Бегей Марія Василівна                   | Старосамбірський район   | Новоміський № 214             | зоотехнік колгоспу імені Ілліча села Нове Місто Старосамбірського р-ну                                                                          |          |
| Беновський Ярослав Васильович           | Бродівський район        | Лешнівський № 90              | голова Бродівського райвиконкому |          |
| Бобеляк Ксенія Миколаївна               | Городоцький район        | Коропузький № 105             | бригадир рільничої бригади колгоспу імені Свердлова села Коропуж Городоцького р-ну                                                              |          |
| Боброва Марія Василівна                 | місто Львів              | Залізничний № 21              | провідник вагонів пасажирського вагонного депо станції Львів Львівської залізниці                                                               |          |
| Богданов Анатолій Петрович              | Пустомитівський район    | Давидівський № 175            | голова Пустомитівського райвиконкому |          |
| Большакова Олена Іванівна               | місто Трускавець         | Трускавецький № 80            | завідувачка медичної частини санаторію «Алмаз» Трускавецької територіальної ради по управлінню курортами профспілок                             |          |
| Бондар Павло Степанович                 | Самбірський район        | Садковицький № 192            | голова Самбірського райвиконкому |          |
| Бортников В'ячеслав Васильович          | місто Львів              | Шевченківський № 54           | начальник управління місцевої промисловості Львівського облвиконкому                                                                            |          |
| Братунь Ростислав Андрійович            | місто Львів              | Шевченківський № 59           | письменник, голова правління Львівської організації Спілки письменників України                                                                 |          |
| Бульба Григорій Савич                   | місто Дрогобич           | Дрогобицький № 66             | голова Дрогобицького міськвиконкому |          |
| Бучинський Володимир Степанович         | місто Львів              | Залізничний № 14              | старший майстер вагонного депо станції Львів-Клепарів Львівської залізниці                                                                      |          |
| Вархол Марія Юріївна                    | місто Львів              | Червоноармійський № 41        | токар Львівського механічного заводу тресту «Реммехгазпром»                                                                                     |          |
| Василів Мирон Григорович                | Сколівський район        | Верхньосиньовидненський № 194 | завідувач сільськогосподарського відділу Львівського обкому КПУ                                                                                 |          |
| Висоцький Володимир Михайлович          | Пустомитівський район    | Водянський № 174              | начальник управління культури Львівського облвиконкому                                                                                          |          |
| Вірт Ольга Іванівна                     | Миколаївський район      | Верхньодорожненський № 140    | доярка колгоспу «Радянська Україна» села Новосілки-Опарські Миколаївського р-ну                                                                 |          |
| Вовк Анатолій Максимович                | Мостиський район         | Судововишнянський № 152       | завідувач відділу народної освіти Львівського облвиконкому                                                                                      |          |
| Вовкун Любов Олексіївна                 | Нестеровський район      | Підлісненський № 162          | агроном колгоспу імені Леніна села Підлісне Нестеровського р-ну                                                                                 |          |
| Возна Марія Іванівна                    | місто Львів              | Шевченківський № 50           | швея Львівського виробничого трикотажного об'єднання «Промінь»                                                                                  |          |
| Война Василь Степанович                 | Золочівський район       | Скварявський № 132            | механік колгоспу імені Івана Франка села Почапи Золочівського р-ну                                                                              |          |
| Войт Володимир Лукич                    | місто Дрогобич           | Дрогобицький № 67             | токар Дрогобицького долотного заводу |          |
| Воловець Василь Семенович               | Золочівський район       | Великовільшаницький № 126     | бригадир рільничої бригади колгоспу «Вільна Україна» села Велика Вільшаниця Золочівського р-ну                                                  |          |
| Гаврилюк Михайло Олександрович          | місто Львів              | Залізничний № 24              | ректор Львівського політехнічного інституту |          |
| Гайовська Любов Андріївна               | місто Самбір             | Самбірський № 73              | робітниця Самбірського меблевого комбінату |          |
| Гамлій Степанія Іллівна                 | Жидачівський район       | Сидорівський № 123            | ланкова колгоспу імені Чапаєва села Зарічне Жидачівського р-ну                                                                                  |          |
| Гафтанюк Костянтин Тимофійович          | Самбірський район        | Чайковицький № 193            | начальник управління лісового господарства і лісозаготівель Львівського облвиконкому                                                            |          |
| Герус Дарія Григорівна                  | Нестеровський район      | Сопошинський № 164            | ланкова колгоспу «Мир» села Мокротин Нестеровського р-ну                                                                                        |          |
| Годиш Ярослав Петрович                  | місто Львів              | Радянський № 37               | начальник Львівського будівельно-монтажного комбінату                                                                                           |          |
| Годісь Марія Іванівна                   | Сокальський район        | Великомостівський № 201       | ланкова колгоспу «Ленінський шлях» Сокальського р-ну                                                                                            |          |
| Головін Володимир Ярославович           | місто Червоноград        | Соснівський № 86              | електрослюсар шахти № 8 «Великомостівська-комсомольська» виробничого об'єднання «Укрзахідвугілля»                                               |          |
| Гонтаренко Василь Іванович              | Сокальський район        | Селецький № 204               | голова Сокальського райвиконкому |          |
| Горбатова Тетяна Василівна              | місто Львів              | Шевченківський № 57           | шліфувальниця Львівського інструментального виробничого об'єднання                                                                              |          |
| Гриб Дем'ян Степанович                  | Турківський район        | Ісаївський № 229              | голова Турківського райвиконкому |          |
| Григіль Софія Миколаївна                | Мостиський район         | Твіржанський № 153            | агроном колгоспу імені Ярослава Галана села Вовчищовичі Мостиського р-ну                                                                        |          |
| Гринкович Любов Миколаївна              | місто Львів              | Радянський № 34               | робітниця Львівського науково-виробничого об'єднання «Термоприлад»                                                                              |          |
| Гринців Микола Васильович               | Миколаївський район      | Гірський № 141                | тракторист колгоспу імені Мічуріна села Гірське Миколаївського р-ну                                                                             |          |
| Грязнов Микола Вікторович               | особливий округ          |                               | заступник командувача військ Прикарпатського військового округу                                                                                 |          |
| Гудим Леонід Єфремович                  | Перемишлянський район    | Перемишлянський № 169         | голова Перемишлянського райвиконкому |          |
| Даниленко Михайло Васильович            | місто Львів              | Червоноармійський № 39        | ректор Львівського державного медичного інституту                                                                                               |          |
| Демчук Марія Максимівна                 | Сокальський район        | Угнівський № 209              | доярка колгоспу імені Карла Маркса села Домашів Сокальського р-ну                                                                               |          |
| Дзень Григорій Федорович                | місто Львів              | Ленінський № 5                | робітник Львівського ізоляторного заводу |          |
| Дідик Тамара Софронівна                 | місто Львів              | Ленінський № 2                | солістка Львівського академічного театру опери та балету імені Івана Франка                                                                     |          |
| Добрик Віктор Федорович                 | Буський район            | Буський № 94                  | 1-й секретар Львівського обкому КПУ |          |
| Додачко Федір Андрійович                | Старосамбірський район   | Старосамбірський № 216        | голова Старосамбірського райвиконкому |          |
| Дубик Михайло Васильович                | місто Дрогобич           | Дрогобицький № 68             | бригадир комплексної бригади малярів Дрогобицького будівельного управління № 45                                                                 |          |
| Дулиш Петро Миколайович                 | Стрийський район         | Нежухівський № 224            | тракторист колгоспу імені Івана Франка села Завадів Стрийського р-ну                                                                            |          |
| Єрмоченко Олексій Данилович             | місто Стрий              | Стрийський № 76               | голова Стрийського міськвиконкому |          |
| Жидяк Ольга Василівна                   | місто Львів              | Шевченківський № 51           | майстер Львівського виробничого швейного об'єднання «Маяк»                                                                                      |          |
| Жовтий Олег Борисович                   | місто Львів              | Радянський № 29               | робітник Львівського заводу «Львівприлад» |          |
| Завадовський Володимир Данилович        | місто Львів              | Шевченківський № 60           | керуючий тресту «Львівпромбуд» |          |
| Загоруйко Ганна Володимирівна           | Бродівський район        | Бродівський № 88              | робітниця Бродівської швейної фабрики Львівського виробничого швейного об'єднання «Маяк»                                                        |          |
| Задольський Олег Янович                 | місто Львів              | Ленінський № 8                | бригадир Львівського виробничого об'єднання «Іскра»                                                                                             |          |
| Закорчемна Галина Євстахіївна           | місто Львів              | Ленінський № 11               | студентка Львівського державного університету імені Івана Франка                                                                                |          |
| Запоточний Роман Іванович               | Сколівський район        | Козівський № 195              | начальник Сколівської лінійної виробничо-диспетчерської станції Ровенського управління нафтопроводу «Дружба»                                    |          |
| Заревич Оксана Миколаївна               | Сокальський район        | Жвирківський № 201            | бригадир овочевої бригади колгоспу «Дружба» села Поториця Сокальського р-ну                                                                     |          |
| Заставна Богдана Ярославівна            | Жидачівський район       | Ходорівський № 124            | робітниця Ходорівського цукрового комбінату Жидачівського р-ну                                                                                  |          |
| Здреник Іван Андрійович                 | Самбірський район        | Вільшаницький № 187           | голова Блажівської сільської ради Самбірського р-ну                                                                                             |          |
| Золотуха Ольга Василівна                | Стрийський район         | Долішненський № 223           | завідувачка молочнотоварної ферми колгоспу «Зоря комунізму» села Жулин Стрийського р-ну                                                         |          |
| Зуб Олександра Андріївна                | Нестеровський район      | Туринківський № 165           | зоотехнік-селекціонер колгоспу імені Ярослава Галана села Туринка Нестеровського р-ну                                                           |          |
| Івасенко Володимир Миколайович          | місто Львів              | Радянський № 36               | робітник Львівського виробничого об'єднання «Львівхімсільгоспмаш»                                                                               |          |
| Ільницька Дарія Іванівна                | Турківський район        | Нижньовисоцький № 231         | доярка колгоспу «Світанок» села Нижнє Висоцьке Турківського р-ну                                                                                |          |
| Калимон Мирослав Йосипович              | Городоцький район        | Комарнівський № 104           | столяр Комарнівського деревообробного комбінату Городоцького р-ну                                                                               |          |
| Калитин Наталія Степанівна              | місто Львів              | Червоноармійський № 48        | робітниця Львівського виробничого об'єднання комунального устаткування «Львівкомунмаш»                                                          |          |
| Калюжна Людмила Тимофіївна              | місто Червоноград        | Гірницький № 85               | швея-мотористка Червоноградського філіалу Львівського виробничого текстильно-галантерейного об'єднання «Юність»                                 |          |
| Капущак Василь Михайлович               | місто Червоноград        | Червоноградський № 81         | бригадир робітників очисного вибою шахти імені Героя Радянського Союзу Лопатіна виробничого об'єднання «Укрзахідвугілля»                        |          |
| Каргашина Зінаїда Олексіївна            | місто Львів              | Шевченківський № 53           | робітниця Львівського виробничого об'єднання кондитерської промисловості «Світоч»                                                               |          |
| Кемпа Катерина Михайлівна               | місто Дрогобич           | Дрогобицький № 64             | фрезерувальниця Дрогобицького заводу автомобільних кранів                                                                                       |          |
| Кийко Ярослава Миколаївна               | Сокальський район        | Тартаківський № 208           | зоотехнік колгоспу імені газети «Правда» села Перев'ятичі Сокальського р-ну                                                                     |          |
| Кисіль Галина Іванівна                  | місто Львів              | Залізничний № 18              | робітниця Львівської меблевої фабрики «Карпати»                                                                                                 |          |
| Клочко Роман Іванович                   | Жидачівський район       | Вербицький № 117              | голова Жидачівського райвиконкому |          |
| Кобак Ганна Йосипівна                   | місто Львів              | Ленінський № 7                | контролер Львівського домобудівного комбінату                                                                                                   |          |
| Ковальчук Леонтій Іванович              | Золочівський район       | Поморянський № 131            | голова Золочівського райвиконкому |          |
| Козачок Григорій Михайлович             | Сокальський район        | Стенятинський № 207           | тракторист колгоспу імені Леніна села Стенятин Сокальського р-ну                                                                                |          |
| Козиренко Микола Дмитрович              | Буський район            | Олеський № 98                 | голова Буського райвиконкому |          |
| Козлова Ольга Анатоліївна               | місто Львів              | Шевченківський № 56           | робітниця Львівського виробничого взуттєвого об'єднання «Прогрес»                                                                               |          |
| Колісник Оксана Миколаївна              | Золочівський район       | Золочівський № 128            | маляр-штукатур пересувної механізованої колони № 183 Золочівського р-ну                                                                         |          |
| Кондрашов Анатолій Пилипович            | місто Львів              | Червоноармійський № 43        | начальник штабу цивільної оборони Львівської області і міста Львова                                                                             |          |
| Кондюх Марія Василівна                  | Буський район            | Милятинський № 97             | ланкова колгоспу «Вільна Україна» села Новий Милятин Буського р-ну                                                                              |          |
| Копко Катерина Степанівна               | Турківський район        | Верхньогусиненський № 227     | ланкова колгоспу «Верховина» села Верхнє Висоцьке Турківського р-ну                                                                             |          |
| Короза Степан Вікентійович              | місто Червоноград        | Червоноградський № 83         | голова Червоноградського міськвиконкому |          |
| Коропуський Станіслав Петрович          | Жидачівський район       | Гніздичівський № 118          | бригадир колгоспу «Світанок» села Туради Жидачівського р-ну                                                                                     |          |
| Косован Олександр Романович             | Дрогобицький район       | Новокропивницький № 111       | редактор обласної газети «Вільна Україна» |          |
| Костик Людмила Дем'янівна               | місто Львів              | Залізничний № 17              | слюсар механоскладальних робіт Львівського мотозаводу                                                                                           |          |
| Крюков Микола Петрович                  | Яворівський район        | Добростанівський № 233        | голова Яворівського райвиконкому |          |
| Кряжкова Людмила Борисівна              | місто Львів              | Ленінський № 1                | кравчиня Львівської фабрики індпошиття і ремонту одягу                                                                                          |          |
| Кузнецов Костянтин Дмитрович            | Жидачівський район       | Чорноострівський № 125        | завідувач фінансового відділу Львівського облвиконкому                                                                                          |          |
| Кунців Степан Володимирович             | місто Борислав           | Бориславський № 62            | робітник бази виробничого обслуговування Бориславського управління бурових робіт                                                                |          |
| Кутень Євдокія Дмитрівна                | Нестеровський район      | Магерівський № 160            | бригадир молочнотоварної ферми № 2 дослідного господарства Львівської зональної машиновипробувальної станції селища Магерів Нестеровського р-ну |          |
| Кушнєрова Олександра Василівна          | Жидачівський район       | Жирівський № 120              | секретар Львівського облвиконкому |          |
| Ласінович Любов Федорівна               | місто Львів              | Радянський № 27               | водій тролейбуса Львівського трамвайно-тролейбусного управління                                                                                 |          |
| Левко Мирослава Василівна               | Золочівський район       | Глинянський № 127             | робітниця Глинянської фабрики художніх виробів «Перемога» Золочівського р-ну                                                                    |          |
| Леньо Іван Іванович                     | місто Львів              | Залізничний № 16              | майстер складального цеху Львівського заводу біофізичних приладів                                                                               |          |
| Лесюк Богдан Пилипович                  | місто Львів              | Залізничний № 22              | електрозварювальник Львівського заводу автонавантажувачів                                                                                       |          |
| Лещишин Віра Степанівна                 | Мостиський район         | Зав'язанецький № 149          | зоотехнік колгоспу «Червона зірка» села Зав'язанці Мостиського р-ну                                                                             |          |
| Лимаренко Олександр Іванович            | Перемишлянський район    | Чемеринецький № 171           | завідувач організаційно-інструкторського відділу Львівського облвиконкому                                                                       |          |
| Лимонов Павло Олексійович               | особливий округ          |                               | командир військової частини № 2144 (начальник 7-го Карпатського прикордонного загону) Західного прикордонного округу КДБ                        |          |
| Липова Дарія Павлівна                   | Жидачівський район       | Новострілищанський № 122      | голова правління колгоспу імені Радянської Армії села Баківці Жидачівського р-ну                                                                |          |
| Ліхтар Марія Степанівна                 | Радехівський район       | Лопатинський № 182            | трактористка колгоспу імені Леніна села Хмільне Радехівського р-ну                                                                              |          |
| Лоза Михайло Павлович                   | Кам'янсько-Бузький район | Великоколодненський № 135     | ланковий механізованого загону колгоспу імені Богдана Хмельницького села Велике Колодно Кам'янсько-Бузького р-ну                                |          |
| Луковська Марта Адамівна                | Мостиський район         | Мостиський № 150              | лікар-терапевт Мостиської центральної районної лікарні                                                                                          |          |
| Луценко Володимир Іванович              | Нестеровський район      | Рава-Руський № 163            | начальник управління внутрішніх справ Львівського облвиконкому                                                                                  |          |
| Льовкіна Наталія Олексіївна             | місто Стрий              | Стрийський № 75               | продавець Стрийського змішторгу |          |
| Любів Любов Йосипівна                   | місто Львів              | Шевченківський № 55           | робітниця Львівського механізованого склозаводу                                                                                                 |          |
| Малай Андрій Андрійович                 | Пустомитівський район    | Борщовицький № 172            | робітник радгоспу «Жовтневий» села Лисиничі Пустомитівського р-ну                                                                               |          |
| Малик Олександра Іванівна               | Городоцький район        | Березецький № 100             | технік по штучному осіменінню худоби колгоспу імені 50-річчя Великого Жовтня села Березець Городоцького р-ну                                    |          |
| Малиця Оксана Іванівна                  | Пустомитівський район    | Звенигородський № 176         | доярка радгоспу «Винниківський» села Чишки Пустомитівського р-ну                                                                                |          |
| Манастирський Роман Ярославович         | Сокальський район        | Сокальський № 206             | завідувач відділу охорони здоров'я Львівського облвиконкому                                                                                     |          |
| Марищук Надія Степанівна                | Жидачівський район       | Журавненський № 121           | ланкова колгоспу «Перемога» селища Журавне Жидачівського р-ну                                                                                   |          |
| Марциняк Михайло Іванович               | Городоцький район        | Керницький № 103              | тракторист колгоспу «Зоря» села Керниця Городоцького р-ну                                                                                       |          |
| Масюк Ярослава Михайлівна               | Яворівський район        | Немирівський № 238            | колгоспниця колгоспу «Авангард» села Смолин Яворівського р-ну                                                                                   |          |
| Матвійцова Марія Тарасівна              | Перемишлянський район    | Стрілківський № 170           | бригадир рільничої бригади колгоспу імені Щорса села Романів Перемишлянського р-ну                                                              |          |
| Махоньок Тимофій Андрійович             | Сокальський район        | Правдівський № 203            | 1-й секретар Сокальського райкому КПУ |          |
| Меличин Мар'ян Васильович               | Самбірський район        | Воютицький № 188              | електрик Воютицького спиртзаводу села Воютичі Самбірського р-ну                                                                                 |          |
| Микитин Євгенія Степанівна              | Дрогобицький район       | Солонський № 114              | завідувачка ферми колгоспу «Нове життя» села Солонське Дрогобицького р-ну                                                                       |          |
| Мирдак Надія Дмитрівна                  | Старосамбірський район   | Скелівський № 215             | економіст колгоспу імені Ватутіна села Скелівка Старосамбірського р-ну                                                                          |          |
| Мирка Ганна Михайлівна                  | Перемишлянський район    | Брюховицький № 168            | ланкова колгоспу «Комунар» села Осталовичі Перемишлянського р-ну                                                                                |          |
| Мироненко Олексій Іванович              | місто Львів              | Радянський № 33               | водій Львівського автотранспортного підприємства № 13101                                                                                        |          |
| Миськів Лідія Юзефівна                  | місто Борислав           | Бориславський № 61            | робітниця Бориславської швейної фабрики Львівського швейного об'єднання «Спецодяг»                                                              |          |
| Мінасіян Наталія Рафаелівна             | місто Львів              | Радянський № 26               | робітниця Львівської фабрики паперово-білових виробів імені XXV з'їзду КПРС                                                                     |          |
| Мойсова Таміла Олександрівна            | Кам'янсько-Бузький район | Добротіврський № 137          | електромонтер Добротвірської ДРЕС Кам'янсько-Бузького р-ну                                                                                      |          |
| Москалевська Марія Федорівна            | Буський район            | Соколівський № 99             | ланкова колгоспу імені Івана Франка села Боложинів Буського р-ну                                                                                |          |
| Москаль Михайло Васильович              | Дрогобицький район       | Ясенице-Сільнянський № 115    | шофер колгоспу імені Івана Франка села Івана Франка Дрогобицького р-ну                                                                          |          |
| Моцьо Іван Петрович                     | Старосамбірський район   | Добромильський № 211          | верстатник Добромильського деревообробного комбінату «Добромиль» Старосамбірського р-ну                                                         |          |
| Муравйов Борис Григорович               | Перемишлянський район    | Болотнянський № 167           | начальник Львівського обласного виробничого управління будівництва і експлуатації автомобільних шляхів                                          |          |
| Муцій Віра Семенівна                    | Дрогобицький район       | Меденицький № 110             | директор Меденицької середньої школи Дрогобицького р-ну                                                                                         |          |
| Наконечна Марія Михайлівна              | Сокальський район        | Белзький № 200                | агроном колгоспу «Заповіт Ілліча» села Ванів Сокальського р-ну                                                                                  |          |
| Нанинець Василь Іванович                | місто Стрий              | Стрийський № 74               | машиніст локомотивного депо станції Стрий Львівської залізниці                                                                                  |          |
| Негода Ольга Іванівна                   | Нестеровський район      | Липницький № 159              | голова Нестеровського райвиконкому |          |
| Ніценко (Ткаченко) Валентина Петрівна   | місто Львів              | Залізничний № 15              | монтажниця Львівського виробничого об'єднання імені Леніна                                                                                      |          |
| Оленич Дарія Михайлівна                 | Яворівський район        | Залузький № 234               | телятниця колгоспу імені 30-річчя Жовтня села Залужжя Яворівського р-ну                                                                         |          |
| Павелко Дарія Степанівна                | Яворівський район        | Прилбичівський № 240          | зоотехнік колгоспу «Росія» села Прилбичі Яворівського р-ну                                                                                      |          |
| Падалка Анатолій Захарович              | місто Львів              | Червоноармійський № 49        | секретар Львівського обкому КПУ |          |
| Палфій Федір Юрійович                   | Пустомитівський район    | Оброшинський № 177            | директор Науково-дослідного інституту землеробства і тваринництва західних районів УРСР                                                         |          |
| Панасюк Володимир Васильович            | місто Львів              | Радянський № 31               | директор Львівського фізико-механічного інституту Академії наук УРСР                                                                            |          |
| Панков Анатолій Олексійович             | місто Трускавець         | Трускавецький № 79            | голова Трускавецького міськвиконкому |          |
| Панькевич Галина Михайлівна             | Бродівський район        | Пеняківський № 91             | агроном колгоспу «Україна» села Вербівчик Бродівського р-ну                                                                                     |          |
| Парихін Василь Панасович                | Радехівський район       | Нововитківський № 184         | голова Радехівського райвиконкому |          |
| Парубочий Йосип Семенович               | Радехівський район       | Вузлівський № 181             | голова колгоспу імені Ярослава Галана села Вузлове Радехівського р-ну                                                                           |          |
| Пастернак Михайло Ярославович           | Нестеровський район      | Гійченський № 155             | головний агроном колгоспу «Прикордонник» село Потелич Нестеровського р-ну                                                                       |          |
| Петришин Ярослава Степанівна            | місто Львів              | Ленінський № 4                | бригадир Львівського текстильно-галантерейного об'єднання «Юність»                                                                              |          |
| Петровський Болеслав Денисович          | Миколаївський район      | Роздольський № 147            | голова Миколаївського райвиконкому |          |
| Петровський Роман Михайлович            | Стрийський район         | Дідушицький № 222             | голова Стрийського райвиконкому |          |
| Пєхота Володимир Юлійович               | місто Львів              | Радянський № 35               | 2-й секретар Львівського міськкому КПУ |          |
| Пижик Георгій Михайлович                | Пустомитівський район    | Солонківський № 179           | голова Львівської обласної Ради професійних спілок                                                                                              |          |
| Пилипчук Олександр Олександрович        | Кам'янсько-Бузький район | Кам'янсько-Бузький № 138      | голова Кам'янсько-Бузького райвиконкому |          |
| Пилип'як Дарія Іванівна                 | місто Львів              | Залізничний № 23              | монтажниця Львівського виробничого об'єднання «Електрон»                                                                                        |          |
| Пітила Єва Степанівна                   | Самбірський район        | Бабинський № 186              | трактористка колгоспу імені Кірова села Бабине Самбірського р-ну                                                                                |          |
| Подольчак Володимир Михайлович          | Бродівський район        | Бродівський № 87              | начальник управління в справах видавництв, поліграфії та книжкової торгівлі Львівського облвиконкому                                            |          |
| Покидько Олександра Михайлівна          | Сокальський район        | Сокальський № 205             | робітниця Сокальської панчішної фабрики філіалу Червоноградського виробничого панчішного об'єднання                                             |          |
| Полудень Микола Петрович                | Яворівський район        | Рясненський № 241             | начальник Управління Комітету державної безпеки при Раді Міністрів УРСР по Львівській області                                                   |          |
| Попов Валентин Петрович                 | Пустомитівський район    | Верхньобілківський № 173      | секретар Львівського облкому КПУ |          |
| Попов Геннадій Сергійович               | Бродівський район        | Заболотцівський № 89          | голова колгоспу «Правда» села Пониковиця Бродівського р-ну                                                                                      |          |
| Порох Григорій Якимович                 | Буський район            | Красненський № 95             | начальник управління Львівської залізниці |          |
| Приставська Оксана Йосипівна            | Буський район            | Куткірський № 96              | доярка колгоспу імені Радянської Армії села Куткір Буського р-ну                                                                                |          |
| Пукало Ярослав Теодорович               | Старосамбірський район   | Лютовиський № 212             | інженер-механік колгоспу «Росія» села Лютовиська Старосамбірського р-ну                                                                         |          |
| Рапак Мирон Миколайович                 | Старосамбірський район   | Хирівський № 219              | тракторист колгоспу «Шлях до комунізму» села Велика Сушиця Старосамбірського р-ну                                                               |          |
| Рогоза Галина Едвардівна                | Мостиський район         | Гусаківський № 148            | економіст колгоспу «Прогрес» села Золотковичі Мостиського р-ну                                                                                  |          |
| Романець Володимир Васильович           | Мостиський район         | Чернівський № 154             | голова Львівського обласного суду |          |
| Романів Ксенія Андріївна                | Золочівський район       | Підлипецький № 130            | завідувачка тваринницької ферми колгоспу «Червона Зірка» села Підлипці Золочівського р-ну                                                       |          |
| Рубаха Софія Петрівна                   | Кам'янсько-Бузький район | Великосілківський № 136       | телятниця колгоспу «Прогрес» села Дідилів Кам'янсько-Бузького р-ну                                                                              |          |
| Савицький Юрій Всеволодович             | Кам'янсько-Бузький район | Батятичівський № 134          | завідувач відділу організаційно-партійної роботи Львівського обкому КПУ                                                                         |          |
| Саламага (Корнилів) Михайлина Андріївна | Сколівський район        | Орівський № 193               | колгоспниця колгоспу імені Жданова села Підгородці Сколівського р-ну                                                                            |          |
| Сальо Любов Михайлівна                  | Самбірський район        | Корналовицький № 189          | доярка колгоспу «Іскра» села Озерне Самбірського р-ну                                                                                           |          |
| Самойленко Альбіна Сергіївна            | місто Львів              | Ленінський № 6                | секретар Ленінського райкому КПУ міста Львова                                                                                                   |          |
| Свист Галина Юліанівна                  | Городоцький район        | Родатичівський № 106          | доярка колгоспу імені Чапаєва села Долиняни Городоцького р-ну                                                                                   |          |
| Сворень Катерина Петрівна               | місто Львів              | Червоноармійський № 47        | робітниця Львівського виробничого об'єднання «Райдуга»                                                                                          |          |
| Святоцький Василь Олександрович         | Золочівський район       | Сасівський № 133              | 2-й секретар Львівського обкому КПУ |          |
| Секретарюк В'ячеслав Васильович         | місто Львів              | Радянський № 28               | голова Львівського міськвиконкому |          |
| Сергієнко Олексій Іванович              | Яворівський район        | Івано-Франківський № 235      | заступник голови Львівського облвиконкому |          |
| Сивак Любов Михайлівна                  | Золочівський район       | Золочівський № 129            | вчителька Золочівської середньої школи № 1 імені Степана Тудора                                                                                 |          |
| Симоненко Ганна Іванівна                | Дрогобицький район       | Рихтицький № 113              | головний економіст колгоспу «Ленінський шлях» села Нижні Гаї Дрогобицького р-ну                                                                 |          |
| Сіглов Євген Лукич                      | місто Самбір             | Самбірський № 72              | слухач Вищої партійної школи при ЦК КПУ; голова Самбірського міськвиконкому                                                                     |          |
| Сілаков Віктор Олексійович              | особливий округ          |                               | 1-й заступник начальника Політичного управління Прикарпатського військового округу, генерал-майор                                               |          |
| Сіра Євгенія Василівна                  | Бродівський район        | Підкамінський № 92            | зоотехнік колгоспу «Прогрес» села Гаї Бродівського р-ну                                                                                         |          |
| Сколоздра Ганна Михайлівна              | Миколаївський район      | Розвадівський № 146           | шліфувальниця скловиробів Пісочненського склозаводу Львівського промислового скляного об'єднання «Райдуга»                                      |          |
| Следь Олександр Феодосійович            | місто Львів              | Ленінський № 9                | директор Львівського автобусного заводу |          |
| Сліпушенко Микола Андрійович            | місто Львів              | Шевченківський № 58           | редактор обласної газети «Львовская правда» |          |
| Слободянюк Віра Олексіївна              | Яворівський район        | Яворівський № 242             | майстер Яворівського заводу «Металопластмас» |          |
| Смолинський Богдан Степанович           | Жидачівський район       | Бережницький № 116            | механізатор колгоспу «Радянська Україна» села Бережниця Жидачівського р-ну                                                                      |          |
| Средній Павло Спиридонович              | особливий округ          |                               | Львівський обласний військовий комісар |          |
| Старосольський Микола Михайлович        | місто Дрогобич           | Стебницький № 70              | бурильник Стебницького калійного комбінату |          |
| Степанюк Сергій Остапович               | Городоцький район        | Угрівський № 107              | голова Городоцького райвиконкому |          |
| Стефаник Семен Васильович               | місто Львів              | Червоноармійський № 40        | директор Львівського літературно-меморіального музею Івана Франка                                                                               |          |
| Стороняк Іван Ілліч                     | місто Львів              | Шевченківський № 52           | завідувач відділу соціального забезпечення Львівського облвиконкому                                                                             |          |
| Сухачова Світлана Іванівна              | Миколаївський район      | Новороздольський № 144        | електромонтер електроремонтного цеху Роздольського виробничого об'єднання «Сірка» Миколаївського р-ну                                           |          |
| Сухомлинова Валентина Миколаївна        | місто Львів              | Ленінський № 3                | електромонтер Львівської телефонно-телеграфної станції                                                                                          |          |
| Табен Тома Володимирович                | місто Львів              | Червоноармійський № 45        | токар Львівського заводу штучних алмазів і алмазного інструменту                                                                                |          |
| Тарас Юліан Степанович                  | Кам'янсько-Бузький район | Новояричівський № 139         | бригадир тракторної бригади колгоспу «Маяк» села Старий Яричів Кам'янсько-Бузького р-ну                                                         |          |
| Тарнавський Ілля Євстахійович           | Стрийський район         | Гірненський № 220             | голова Львівського обласного комітету народного контролю                                                                                        |          |
| Твердий Пилип Якович                    | Турківський район        | Ільницький № 228              | голова Львівської обласної планової комісії |          |
| Телішевський Тимофій Дмитрович          | Городоцький район        | Городоцький № 102             | голова Львівського облвиконкому |          |
| Телішевський Ярослав Дмитрович          | Нестеровський район      | Добросинський № 156           | голова колгоспу «Нове життя» села Добросин Нестеровського району                                                                                |          |
| Терлецький Роман Богданович             | Миколаївський район      | Миколаївський № 143           | машиніст обертової печі Миколаївського цементно-гірничого комбінату                                                                             |          |
| Теслюк Михайло Миколайович              | місто Львів              | Червоноармійський № 38        | персональний пенсіонер, діяч КПЗУ |          |
| Товкач Мирослав Павлович                | Сколівський район        | Тухольківський № 199          | голова Сколівського райвиконкому |          |
| Товпа Марія Йосипівна                   | Радехівський район       | Радехівський № 185            | колгоспниця колгоспу «Жовтень» села Стоянів Радехівського р-ну                                                                                  |          |
| Товстяк Степанія Семенівна              | Самбірський район        | Ралівський № 190              | завідувачка молочнотоварної ферми колгоспу «8 Березня» села Городище Самбірського р-ну                                                          |          |
| Токмаков Євген Петрович                 | Бродівський район        | Ясенівський № 93              | начальник управління харчової промисловості Львівського облвиконкому                                                                            |          |
| Томашевський Ярослав Михайлович         | місто Львів              | Залізничний № 12              | токар Львівського виробничого об'єднання «Конвейєр»                                                                                             |          |
| Топільницька Галина Василівна           | Турківський район        | Боринський № 226              | доярка колгоспу імені Свердлова села Верхнє Турківського р-ну                                                                                   |          |
| Торуба Єва Михайлівна                   | Яворівський район        | Краковецький № 236            | ланкова колгоспу імені Кірова села Бунів Яворівського р-ну                                                                                      |          |
| Труш Володимир Іванович                 | Мостиський район         | Пнікутський № 151             | голова Крукеницької сільської ради Мостиського р-ну                                                                                             |          |
| Уткін Вадим Олександрович               | місто Червоноград        | Червоноградський № 84         | начальник управління торгівлі Львівського облвиконкому                                                                                          |          |
| Філіма Євген Михайлович                 | особливий округ          |                               | командир військової частини № 7480 (473-го Червонопрапорного конвойного полку Внутрішніх військ МВС СРСР)                                       |          |
| Фрич Марія Павлівна                     | місто Львів              | Ленінський № 10               | бригадир Львівського механічного заводу |          |
| Хомишина Анастасія Пилипівна            | місто Борислав           | Бориславський № 63            | голова Бориславського міськвиконкому |          |
| Цапун Оксана Дмитрівна                  | Стрийський район         | Дашавський № 221              | робітниця Дашавського заводу технічного вуглецю Стрийського р-ну                                                                                |          |
| Царюк Микола Максимович                 | місто Львів              | Червоноармійський № 46        | генеральний директор Львівського виробничого об'єднання «Мікроприлад»                                                                           |          |
| Цебрик Микола Федорович                 | Старосамбірський район   | Стрілківський № 218           | робітник Стрілківської меблевої фабрики Старосамбірського меблевого комбінату                                                                   |          |
| Цибаняк Софія Ярославівна               | Старосамбірський район   | Головецький № 210             | бригадир радгоспу «Прикордонник» села Мшанець Старосамбірського р-ну                                                                            |          |
| Цоколаєв Ельдар Веніамінович            | особливий округ          |                               | командир військової частини № 13709 (14-ї повітряної армії) Прикарпатського військового округу                                                  |          |
| Часовська Іванна Тадеївна               | місто Львів              | Червоноармійський № 42        | бригадир ампульного цеху Львівського хіміко-фармацевтичного заводу                                                                              |          |
| Чернишевич Григорій Антонович           | Пустомитівський район    | Пустомитівський № 178         | начальник управління побутового обслуговування населення Львівського облвиконкому                                                               |          |
| Чеховський Ярослав Іларіонович          | місто Львів              | Радянський № 32               | начальник Львівського територіального управління матеріально-технічного постачання                                                              |          |
| Чудинов Геннадій Петрович               | місто Львів              | Залізничний № 20              | пілот Львівського об'єднаного авіазагону |          |
| Чучко Віра Іванівна                     | місто Львів              | Радянський № 25               | робітниця Львівського виробничого об'єднання імені 50-річчя Жовтня                                                                              |          |
| Шавало Ігор Петрович                    | Яворівський район        | Новояворівський № 239         | машиніст екскаватора Яворівського гірничо-хімічного комбінату                                                                                   |          |
| Шавков Петро Іванович                   | місто Дрогобич           | Дрогобицький № 65             | 1-й заступник голови Львівського облвиконкому                                                                                                   |          |
| Шайдецький Борис Маркіянович            | місто Львів              | Залізничний № 19              | голова комітету Львівського облвиконкому по телебаченню і радіомовленню                                                                         |          |
| Шашко Валерій Михайлович                | Самбірський район        | Рудківський № 191             | слюсар Рудківського відділення Самбірського районного об'єднання «Сільгосптехніка»                                                              |          |
| Швед Богдан Леонтійович                 | Нестеровський район      | Нестеровський № 161           | робітник Нестеровського склозаводу Львівського скляного об'єднання «Райдуга»»                                                                   |          |
| Шилич Олександра Михайлівна             | Пустомитівський район    | Щирецький № 180               | телятниця радгоспу імені Калініна селища Щирець Пустомитівського р-ну                                                                           |          |
| Шквирко Віра Василівна                  | Миколаївський район      | Новороздольський № 145        | робітниця Роздольського комбінату будівельних матеріалів Миколаївського р-ну                                                                    |          |
| Шкіль Ірина Володимирівна               | Дрогобицький район       | Підбузький № 112              | зоотехнік радгоспу «Підбузький» селища Підбуж Дрогобицького р-ну                                                                                |          |
| Шкред Катерина Михайлівна               | Перемишлянський район    | Бібрський № 166               | зоотехнік колгоспу імені 17 Вересня села Лани Перемишлянського р-ну                                                                             |          |
| Шолота Казимир Володимирович            | місто Львів              | Залізничний № 13              | директор Львівського міського професійно-технічного училища № 20                                                                                |          |
| Шоробура Василь Петрович                | місто Стрий              | Стрийський № 77               | електрозварювальник Стрийського заводу металевих і залізобетонних конструкцій                                                                   |          |
| Шпильков Микола Леонідович              | Дрогобицький район       | Добрівлянівський № 108        | 1-й секретар Львівського обкому ЛКСМУ |          |
| Штурин Марія Тимофіївна                 | Городоцький район        | Великолюбінський № 101        | головний агроном колгоспу імені ХХ з'їзду КПРС селища Великий Любінь Городоцького р-ну                                                          |          |
| Шуліпа Володимир Іванович               | місто Стрий              | Стрийський № 78               | заступник голови Львівського облвиконкому |          |
| Юзьків Лідія Романівна                  | Сколівський район        | Сколівський № 197             | лікар Сколівської центральної районної лікарні                                                                                                  |          |
| Юричко (Копитчак) Галина Миколаївна     | Турківський район        | Турківський № 232             | робітниця Турківського світлотехнічного заводу Львівського виробничого об'єднання «Іскра»                                                       |          |
| Яворський Володимир Григорович          | місто Самбір             | Самбірський № 71              | начальник управління комунального господарства Львівського облвиконкому                                                                         |          |
| Яремчук Дмитро Антонович                | Нестеровський район      | Куликівський № 158            | секретар Львівського обкому КПУ |          |
| Яремчук Микола Олексійович              | Сколівський район        | Славський № 198               | голова правління Львівської обласної споживчої спілки                                                                                           |          |
| Яровий Юрій Семенович                   | Дрогобицький район       | Лішнянський № 109             | голова Дрогобицького райвиконкому |          |

30 червня 1977 року відбулася 1-а сесія Львівської обласної ради депутатів трудящих 16-го скликання. Головою облвиконкому обраний Телішевський Тимофій Дмитрович, 1-м заступником голови — Шавков Петро Іванович, заступниками голови: Алаєва Ія Семенівна, Сергієнко Олексій Іванович, Шуліпа Володимир Іванович. Секретарем облвиконкому обрана Самойленко Альбіна Сергіївна.
Обрано виконком Львівської обласної ради 16-го скликання у складі 15 чоловік: Телішевський Тимофій Дмитрович — голова облвиконкому; Шавков Петро Іванович — 1-й заступник голови облвиконкому; Алаєва Ія Семенівна — заступник голови облвиконкому; Сергієнко Олексій Іванович — заступник голови облвиконкому; Шуліпа Володимир Іванович — заступник голови облвиконкому; Самойленко Альбіна Сергіївна — секретар облвиконкому; Добрик Віктор Федорович — 1-й секретар Львівського обкому КПУ; Твердий Пилип Якович — голова Львівської обласної планової комісії; Байдюк Анатолій Тимофійович — начальник Львівського обласного управління сільського господарства; Кузнецов Костянтин Дмитрович — завідувач Львівського обласного фінансового відділу; Тарнавський Ілля Євстахійович — голова Львівського обласного комітету народного контролю; Луценко Володимир Іванович — начальник Львівського обласного управління внутрішніх справ; Секретарюк В'ячеслав Васильович — голова Львівського міськвиконкому; Рубаха Софія Петрівна — телятниця колгоспу «Прогрес» села Дідилів Кам'янсько-Бузького р-ну; Томашевський Ярослав Михайлович — токар Львівського виробничого об'єднання «Конвейєр».